# Campiglossa grandinata
Campiglossa grandinata är en tvåvingeart som först beskrevs av Camillo Rondani 1870.  Campiglossa grandinata ingår i släktet Campiglossa och familjen borrflugor. Arten är reproducerande i Sverige. Inga underarter finns listade.